# Laringite cronica
Con la locuzione laringite cronica si fa riferimento ad un'entità clinico-patologica caratterizza da un processo infiammatorio irreversibile e di lunga durata a carico della laringe con conseguente alterazione delle caratteristiche proprie della mucosa e della sottomucosa.

## Eziologia e patogenesi
Nei bambini, le forme croniche sono dovute alla cronicizzazione di processi infiammatori a carico della laringe favoriti dall'instaurarsi di quadri flogicistici favorente come adenoiditi o faringiti. Nei bambini si deve ricordare la papillomatosi multipla della laringe, in quanto assume un certo peso epidemilogico (da 1 a 4 ogni 100 000); in questi bambini le formazioni papillomatose favoriscono l'insorgenza di infiammazioni recidivanti della mucosa laringea con possibile esito cronico. La papillomatosi tende a regredite con la pubertà.
Negli adulti le cause possono essere:
- Fumo di sigaretta
- Abuso di alcolici
- Cattivo uso della voce (sulmenage e malmenage)
- Esposizione professionale a vapori tossici o a polveri minerali di berillio, zolfo, cemento o amianto. Tuttavia è anche chiamata in causa l'esposizione continuativa a polveri di origine animale come quelle prodotte dalla lavorazione della madreperla, della lana e del corallo o di origine vegetale (cotone, canapa, lino, legno).
- Esposizione professionale a sostanze chimiche come vapori di cloro, acido nitrico, benzolo, formaldeide, acido solforico e fosforo.
- Laringiti acute recidivanti.
- Flogosi cronica delle basse vie aeree.
- Flogosi cronica della alte vie aeree.
- Reflusso gastroesofageo.
- Carenze vitaminiche
- Malattie del ricambio (gotta, diabete)
- Insufficienza del filtro nasale
- Stasi venosa cervicale
- Sifilide
- Tubercolosi

## Anatomia patologica
Il profilo anatomo-patologico assume un particolare significato nella laringite cronica in quanto correla con il profilo clinico e il profilo prognostico-terapeutico.
Le modificazioni a carico della laringe possono interessare la mucosa o il corion e possono essere localizzate o diffuse. Nel caso di interessamento del corion si può avere un interessamento della sottomucosa con ipetrofia di precipuo carattere lasso a livello glottico (edema di Reinke). Meno frequentemente si assiste a fenomeni atrofici. L'interessamento mucosa tende invece ad esitare verso alterazioni morfologiche di tipo ipercheratosico che possono avere aspetto verrucoso (cheratosi verrucosa) o a superficie estesa (pachidermia). A livello microscopico è possibile apprezzate focolai ipercheratosi a volte associati a quadri di metaplasia squamosa o ad acantosi. Nei casi più gravi le alterazioni muco-sottomucose possono esitare verso fenomeni displastici che vengono definiti LIN (Laryngeal Intraepithelial Neoplasia). Esistono 3 gradi LIN:
- LIN I: displasia di grado lieve
- LIN II: displasia moderata
- LIN III: displasia severa o carcinoma in situ

Il rischio di trasformazione di LIN III a carcinoma invasivo è del 25%.

## Profilo clinico
Il quadro clinico è dominato da disfonia che solo in gravissimi quadri può sfociare in afonia. Una tosse stizzosa (a volte con espettorazione) e senso di secchezza possono talora essere presenti.

## Laringite da reflusso
Il reflusso di materiale acido/basico proveniente dallo stomaco e/o dal duodeno, determina un quadro di flogosi cronica al livello della parete posteriore della laringe. Ciò causa una disfonia saltuaria ma fastidiosa, con accessi di tosse stizzosa, disfagia, sensazione di bolo ipofaringeo, ed una iperproduzione di muco. Più raramente il quadro procede fino all'insorgenza di asma e stenosi ipoglottiche, con dispnea e/o apnea notturna sino ad episodi sincopali.

## Profilo diagnostico
In un contesto anamnestico adeguato, la laringoscopia è in grado di dare informazioni diagnostiche. La mucosa appare iperemica, talora ricoperta da secrezione muco-purulenta fluida o rappresa in croste. La forma edemetosa (edema di Reinke) è caratterizzata da tumefazione pallida uni o bilaterale delle corde vocali. Le lesioni leucoplasiche (pachidermia) si presentano di colore bianco, opalescente, mentre le verruche laringee tendono ad avere un'aspetta lobulato o moriforme.

## Terapia
La terapia deve essere volta all'eliminazione del fattore causale, cercando di evitare l'esposizione a fumi, polveri o vapori irritanti. Il soggetto deve inoltre cercare di astenersi dal fumo e dall'ingestione di alcolici, così come attuare misure finalizzate al controllo del reflusso gastroesofageo. Deve essere impostata una terapia logopedica al fine di correggere l'uso sbagliato della voce. La crenoterapia salsobromoiodica o sulfurea può essere associata a queste misure preventive. Le alterazioni in senso edematoso od ipertrofico giovano dell'uso di corticosteroidi per impiego inalatorio o sistemico. La terapia chirurgica, basata su microlaringoscopia diretta in narcosi, è volta all'exeresi delle aree leucoplasiche e ipertrofiche mediante l'uso di medianet laser al biossido di carbonio o microforbici.